# Силва Клейтон, Алешандре
Алеша́ндре Энри́ке Ма́рко Си́лва Кле́йтон (порт. Alexandre Henrique Marco Silva Cleyton; 8 марта 1983, Жакареи, Бразилия), более известный как Кле́йтон (порт. Cleyton)  — бразильский и греческий футболист, полузащитник.

## Игровая карьера
Воспитанник бразильского футбольного клуба «Джакарел». Профессиональную карьеру начал в Греции, где в период с 2002 по 2006 год играл в командах низших дивизионов «Мессиниакос» та «Аполлон 1926» (Каламария).
В 2006 году присоединился к составу представителя греческой Суперлиги клубу «Лариса». С этой командой становился обладателем Кубка Греции 2007 года. В сезоне 2007/08 принимал участие в матчах розыгрыша Кубка УЕФА.
Летом 2008 года перешёл в «Панатинаикос». В сезоне 2008/09 регулярно выходил на поле в составе команды, но в следующем, в котором «Панатинаикос» сделал дубль, появлялся на поле лишь несколько раз.
В августе 2010 года на правах аренды усилил клуб украинской высшей лиги «Металлург» (Донецк). Дебютировал в составе донетчан в игре против криворожского «Кривбасса» 11 сентября 2010 года. На 7-й минуте своей дебютной игры за новую команду отличился забитым голом. Всего за «Металлург» сыграл 10 официальных матчей, после чего вернулся в «Панатинаикос».
Продолжил карьеру в командах «Кайсериспор», «Динамо» (Загреб) и «Ксанти».